# ليديا فيلد إميت
ليديا فيلد إميت (بالإنجليزية: Lydia Field Emmet)‏ هي رسامة أمريكية، ولدت في 23 يناير 1866 في نيو روتشيل في الولايات المتحدة، وتوفيت في 16 أغسطس 1952 في الولايات المتحدة.